# Stigmella alaternella
Stigmella alaternella là một loài bướm đêm thuộc họ Nepticulidae. Loài này có ở Pháp, bán đảo Iberia và Ý.
Ấu trùng ăn Rhamnus alaternus. Chúng ăn lá nơi chúng làm tổ.